# Stevning
Stevning är en tätort i Øvre Eikers kommun i Buskerud fylke i sydöstra Norge. Orten ligger vid fylkesväg 2750, vid sidan av fylkesväg 35, söder om tätorten Vestfossen.